# Brothertown (Wisconsin)
Brothertown es un pueblo ubicado en el condado de Calumet en el estado estadounidense de Wisconsin. En el Censo de 2010 tenía una población de 1.329 habitantes y una densidad poblacional de 9,41 personas por km².

## Geografía
Brothertown se encuentra ubicado en las coordenadas 43°57′45″N 88°16′47″O / 43.96250, -88.27972. Según la Oficina del Censo de los Estados Unidos, Brothertown tiene una superficie total de 141.16 km², de la cual 94.81 km² corresponden a tierra firme y (32.83%) 46.35 km² es agua.

## Demografía
Según el censo de 2010, había 1.329 personas residiendo en Brothertown. La densidad de población era de 9,41 hab./km². De los 1.329 habitantes, Brothertown estaba compuesto por el 97.82% blancos, el 0.23% eran afroamericanos, el 0.6% eran amerindios, el 0% eran asiáticos, el 0% eran isleños del Pacífico, el 0.68% eran de otras razas y el 0.68% pertenecían a dos o más razas. Del total de la población el 2.03% eran hispanos o latinos de cualquier raza.